# Thomas Hope Johnson
Thomas Hope Johnson (Coldwater, 12 september 1899 – Denmark, 25 februari 1998) was een Amerikaans natuurkundige bekend van zijn werk over kosmische straling.
In 1920 behaalde hij zijn bachelor in wiskunde en economie van Amherst College en in 1926 zijn doctoraat natuurkunde aan de Yale-universiteit. Hij begon te werken bij Brookhaven National Laboratory op Long Island.
In de jaren 30 werkte hij bij de Bartol Research Foundation in Swarthmore. Hij liet luchtballons met meetinstrumenten tot 3 km hoogte opstijgen in Colorado, Mexico en Peru.
In 1934 schreef hij Coincidence counter studies of the corpuscular component of the cosmic radiation over zijn onderzoek met het principe van coïncidentie.
In 1935 schreef hij The Nature of the Cosmic Radiation, heruitgegeven in 2013.
In 1939 schreef hij The east-west symmetry of the cosmic radiation at very high elevations near the Equator and evidence that protons constitute the primary particles of the hard component waarin hij bewees dat kosmische straling uit protonen bestaat.
Tijdens de Tweede Wereldoorlog verrichtte hij militair onderzoek in Aberdeen Proving Ground in Maryland. Van 1942 tot 1947 was hij hoofd van de Ballistic Research Laboratories, waar hij de explosieve kracht van bommen mat en met microgolven de baan van kogels en andere projectielen mat.
In 1947 werkte hij bij Brookhaven National Laboratory in Upton aan de vreedzame toepassing van kernenergie.
In 1950 schreef hij het overzicht Review of Cosmic Rays.
In de jaren 50 werd hij vicepresident onderzoek bij Raytheon in Lexington.